# Casu marzu
Casu marzu är en traditionell sardisk ost, känd för att innehålla levande insektslarver. Casu marzu betyder "rutten ost" på sardiska, och osten är till vardags känd som maskost (på engelska maggot cheese). Osten är gjord på opastöriserad fårmjölk som får lagras i cirka tre månader.
Försäljning av osten är på grund av hälsorisker förbjudet i bland annat Europeiska unionen.

## Tillverkning och konsumtion

### Framställning
Casu marzu härstammar från osten pecorino sardo. Den går från att ha genomgått en typisk fermentering till ett steg många skulle kalla förruttnelse, vilken förorsakas av att larver från ostflugan (Piophila casei) utvinner näringsämnen från osten.
Dessa larver förs medvetet in i osten, alternativt av flugan som lägger sina ägg i de naturliga sprickorna i osten. Inuti osten bidrar flugorna till en långt fortskriden fermentering som bryter ner ostens alternativt proteiner. Ostens struktur blir därmed mycket mjuk, med lite vätska som sipprar ut (på sardiska lagrima, "tårar"). Ovansidan av osten påverkas inte av maskarna och bibehåller sin hårda form.
Larverna framträder som genomskinliga vita maskar med en längd på omkring 8 millimeter. Ifall larverna störs kan de hoppa sträckor upp till 15 centimeter. 
Framställningen av osten inleds normalt i slutet av juni. Vid denna tid börjar den lokala fårmjölken ändra karaktär, samtidigt som tackorna blir brunstiga och betesmarkernas gräs torrare i medelhavsklimatets hetta. Därefter tar det cirka tre månader innan osten når sitt "färdiga" skick. Genom att placera den färdiga osten i glasburk kan den förvaras i åratal, medan osten traditionellt inte konsumerades senare än under september.
Tio andra italienska regioner har sina varianter av maskangripen ost. I alla andra fall anses detta vara en tillfällig förekomst, medan den sardiska varieteten ingår i regionens folkkultur. Lokala recept på casu marzu förekommer runt om på ön, baserat på olika typer av mjölk.

### Konsumtion
Trots uppenbara hälsorisker har konsumtion av casu marzu förekommit på Sardinien i flera hundra år, och bruket att äta larver har nämnts av Aristoteles och Plinius den äldre. Det första skrivna receptet på casu marzu härrör dock från 1909. Tillverkning och konsumtion av osten förekommer även på närliggande södra Korsika.

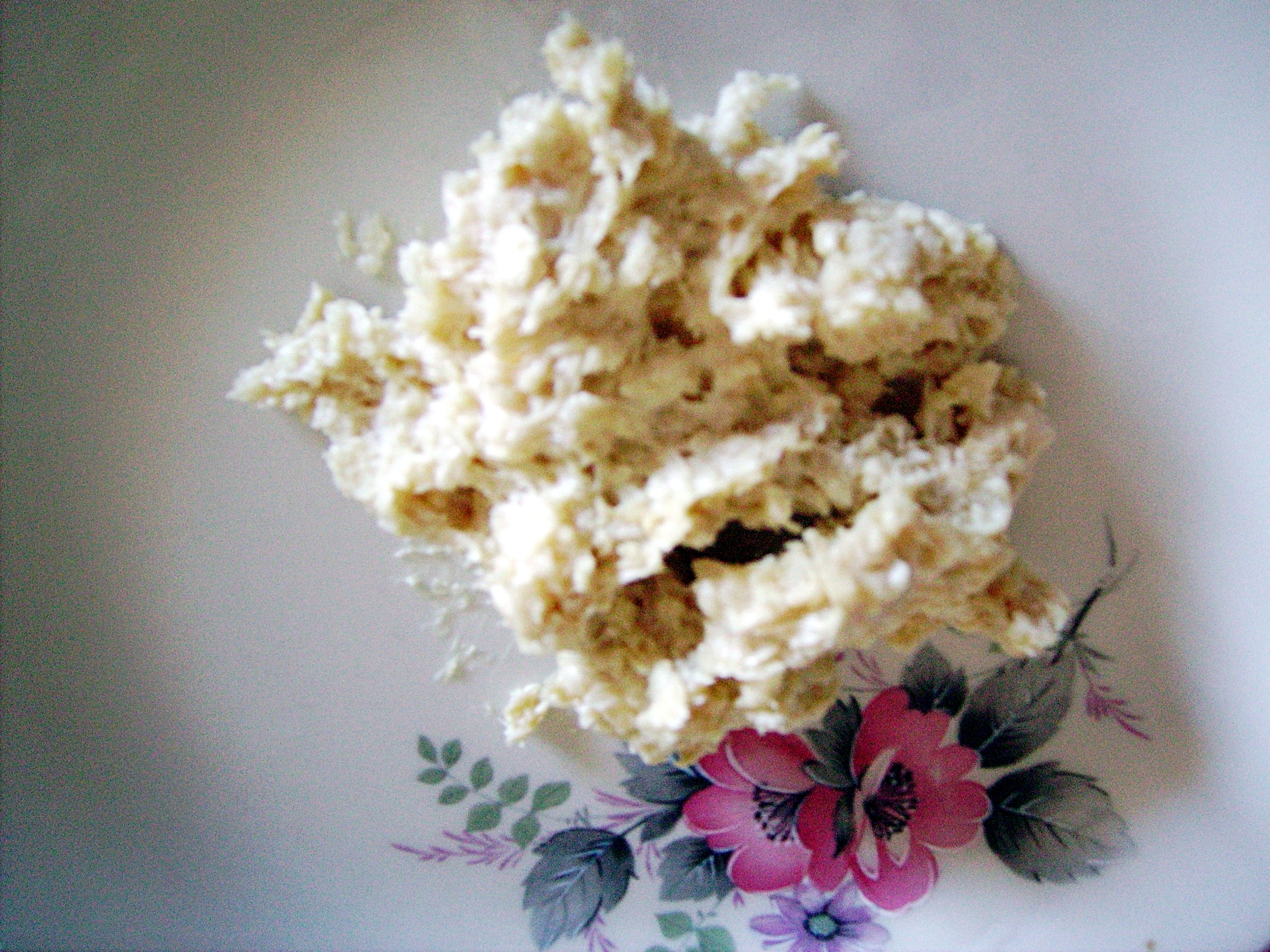
Ostens innanmäte i moget skick, vilket har beskrivits som "en slemmig, stickande gegga".

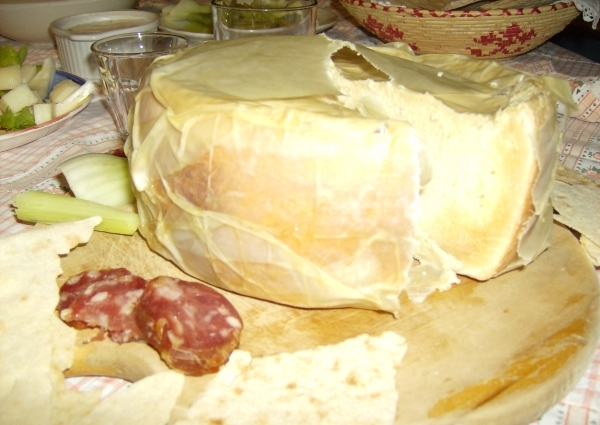
Den färdiga osten, minus utskuren bit.

Journalisten Yaroslav Trofimov beskrev i The Wall Street Journal den 23 augusti 2000 osten som "en slemmig, stickande gegga som bränner tungan och kan påverka andra delar av kroppen". Susan Herrmann Loomis berättade om ett möte med osten, i en artikel i tidningen Bon Appétit 2002): 
| ” | Han (…) tog en bit av pane carasau, Sardiniens traditionella tunnbröd, sköljde det snabbt under vatten för att mjuka upp det och gick till en stor glasburk på ett sidobord. Han öppnade burken, skopade ut en hög av vad som såg ut som tjock grädde, och svepte brödet om det. (…) När han var klar frågade jag vad han hade ätit, och han reste sig upp för att visa mig. Inuti burken fanns pecorino, fullt av små, vita maskar. Jag hade hört talas om denna ost förut, men det här var första gången jag hade kommit så nära. (…) En av hans vänner (…) sa att 'Det är formaggio marcio, ost med maskar. Det är en delikatess. Det är den vackraste gåvan du kan ge en sardisk herde.' | „ |

Osten brukar serveras med sardiskt tunt bröd (pane carasau) och Cannonau, ett starkt rödvin. Vissa lokala konsumenter låter passera osten genom en centrifug, vilket leder till att larverna blandas ut mer effektivt i osten. Somliga människor tar bort larverna från osten innan de äter den, andra inte. Konsumenterna menar att osten endast kan ätas medan larverna är levande, eftersom de anser att döda larver tyder på att osten blivit "dålig".
Smaken hos casu marzu är intensiv och stark, och den kan påminna om betesmark vid Medelhavet alternativt mycket stark gorgonzola. Den starka smaken uppskattas av vissa som vant sig vid konsumtion av den salta pecorinon. Eftersmaken sägs bli kvar i munnen i timtal.

## Hälsorisker och effekter
Försäljning av osten är olaglig i Italien, USA och ett antal andra länder, inklusive i Europeiska unionen.
Det italienska förbudet trädde i kraft 1962, samtidigt som osten är lokalt skyddad genom att den definierats som en lokal sedvänja. På riksnivå i Italien definieras livsmedel angripet av parasiter som otjänlig föda, och försäljning av osten kan i teorin leda till böter på upp till 50 000 euro. 2005 genomförde forskare på Sassaris universitet en studie där man lät labbodlade flugor infektera pecorino, i ett försök att bevisa att framställning av casu marzu kan ske på ett kontrollerat sätt.
Orsaken till förbuden är de hälsorisker som kommer med konsumtion av larver och dessas biprodukter. Larverna kan i den mänskliga matsmältningsapparaten överleva magsyran, passera genom magsäckens väggar till den omgivande vävnaden – så kallad myiasis, där parasiter tränger in i och livnär sig på en levande organism – och resultera i symtom som kräkningar, magsmärta och blodig diarré. Inga fall av myiasis har dock fram till 2021 rapporterats i samband med casu marzu. 2009 beskrev Guinness rekordbok casu marzu som världens farligaste ost.
Vissa påstår att osten kan användas som afrodisiakum.

## Andra namn
Osten har olika namn på Sardinien. Den kan på sardiska även kallas casu becciu, hasu muhidu,casu fràzigu, casu modde och casu cundígu. Det vanligaste namnet casu marzu kan även stavas casu martzu och casgiu merzu.
Casu marzu översätts till italienska som formaggio marcio.